# The Sound of Music (Lied)
The Sound of Music ist das Titellied des gleichnamigen Musicals über die Trapp-Familie.
Es wurde bei der Uraufführung 1959 von Mary Martin gesungen, in der Verfilmung Meine Lieder – meine Träume (1965) von Julie Andrews.
Das Stück führt die Figur Maria in die Handlung des Musicals ein – eine junge Novizin in einem österreichischen Kloster, die frei nach dem Vorbild der realen Maria Augusta Trapp gestaltet ist.
Das Lied wurde vom American Film Institute in die Liste der „100 Greatest Songs in Movie History“ aufgenommen.
Einen ähnlichen Titel, wenn auch sonst ohne Gemeinsamkeiten, hat der Titel The Sound of Musik von Falcos Album Emotional.
Conchita nahm mit den Wiener Symphonikern eine neue Version von "The Sound of Music" auf. Der Titel erschien am 1. Juni 2018 als erste Single aus dem im Oktober 2018 erscheinenden Albums "From Vienna With Love".